# Blastocladiopsis
Blastocladiopsis är ett släkte av svampar. Blastocladiopsis ingår i familjen Blastocladiaceae, ordningen Blastocladiales, klassen Blastocladiomycetes, divisionen Blastocladiomycota och riket svampar.
|                  | Blastocladia                                                                        |
|                  |                                                                                     |
|                  | Allomyces                                                                           |
|                  |                                                                                     |
|                  | Blastocladiella                                                                     |
|                  |                                                                                     |
|                  | Microallomyces                                                                      |
|                  |                                                                                     |
| Blastocladiopsis | \| \| Blastocladiopsis parva \| \| \| \| \| \| Blastocladiopsis elegans \| \| \| \| |
|                  | \| \| Blastocladiopsis parva \| \| \| \| \| \| Blastocladiopsis elegans \| \| \| \| |
|                  | Blastocladiopsis parva                                                              |
|                  |                                                                                     |
|                  | Blastocladiopsis elegans                                                            |
|                  |                                                                                     |

|  | Blastocladiopsis parva   |
|  |                          |
|  | Blastocladiopsis elegans |
|  |                          |